# Gạch vồ

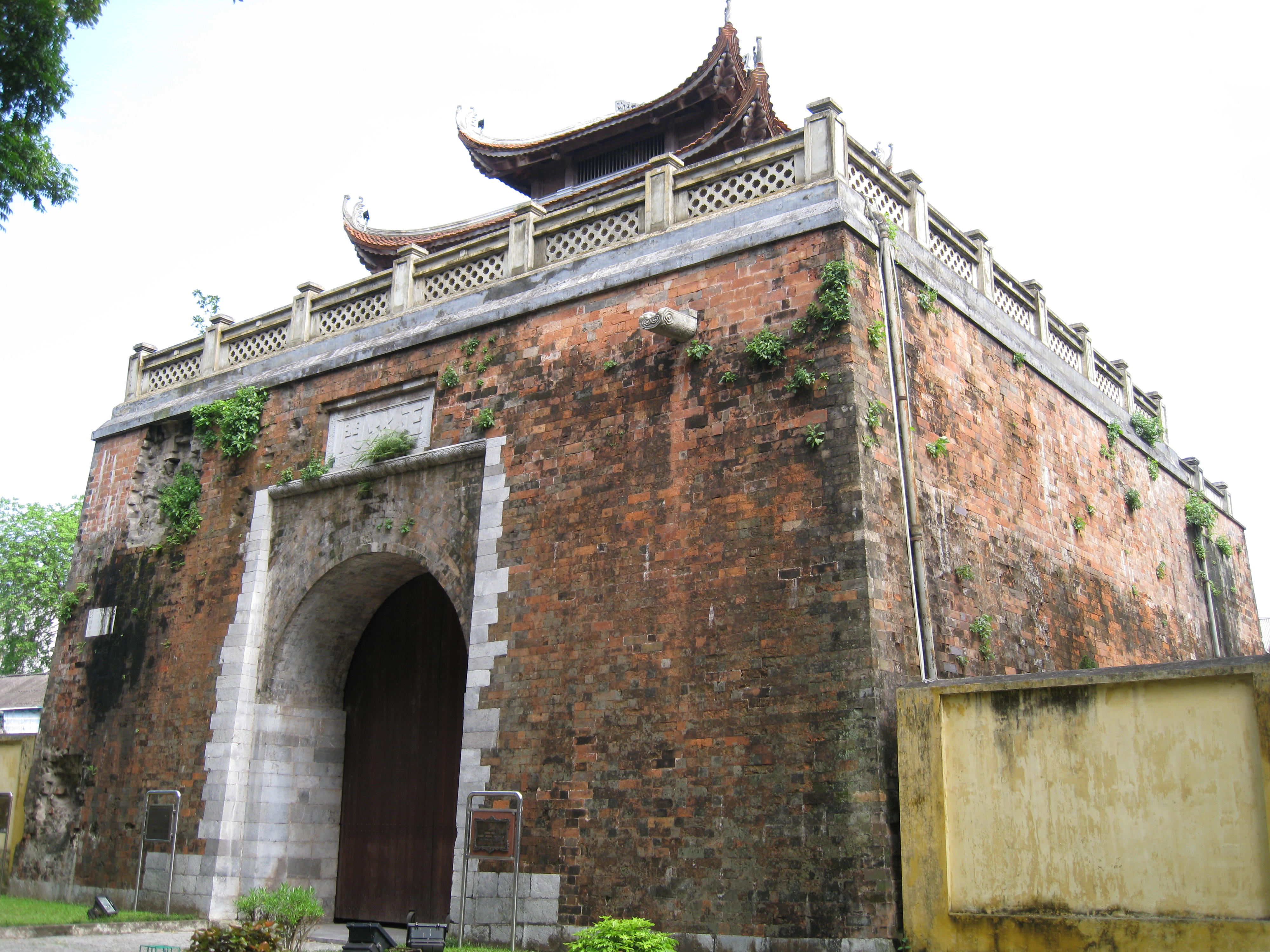
Cửa Bắc Thành Hà Nội, một công trình thời nhà Nguyễn xây bằng gạch vồ

Gạch vồ là một loại gạch làm bằng đất nung ở nhiệt độ tương đối thấp, với kích thước to và dày dạng khối dùng trong việc xây cất tường thành, bó móng nền.
Khác với gạch lát nền hay gạch ngói vốn có dáng dẹp và nhẵn mặt, gạch vồ tương đối thô và nhám. Vì nung ở nhiệt độ thấp hơn nên gạch dễ thấm nước và bở, không rắn chắc bằng gạch lát hay ngói. Muốn giữ lâu dài hơn thì thường phải trét vữa bọc thêm.
Gạch vồ thông thường không có hoa văn nhưng một vài nơi cũng có thêm những tiểu tiết này.
Kiến trúc truyền thống Việt Nam dùng gạch vồ xây tường như trường hợp Hổ Quyền ở Huế, thành Nà Lữ ở Cao Bằng, hay Trấn Hải Thành ở Thuận An.
Gạch vồ cổ từ thời Lý Trần, hay thời Lê Mạc như trong các cuộc khai quật ở chùa Đậu, Hà Tĩnh, Thành nhà Hồ có kích thước khoảng 40–45 cm x 20–24 cm x 5–7 cm.